# Bubba Gump Shrimp Company

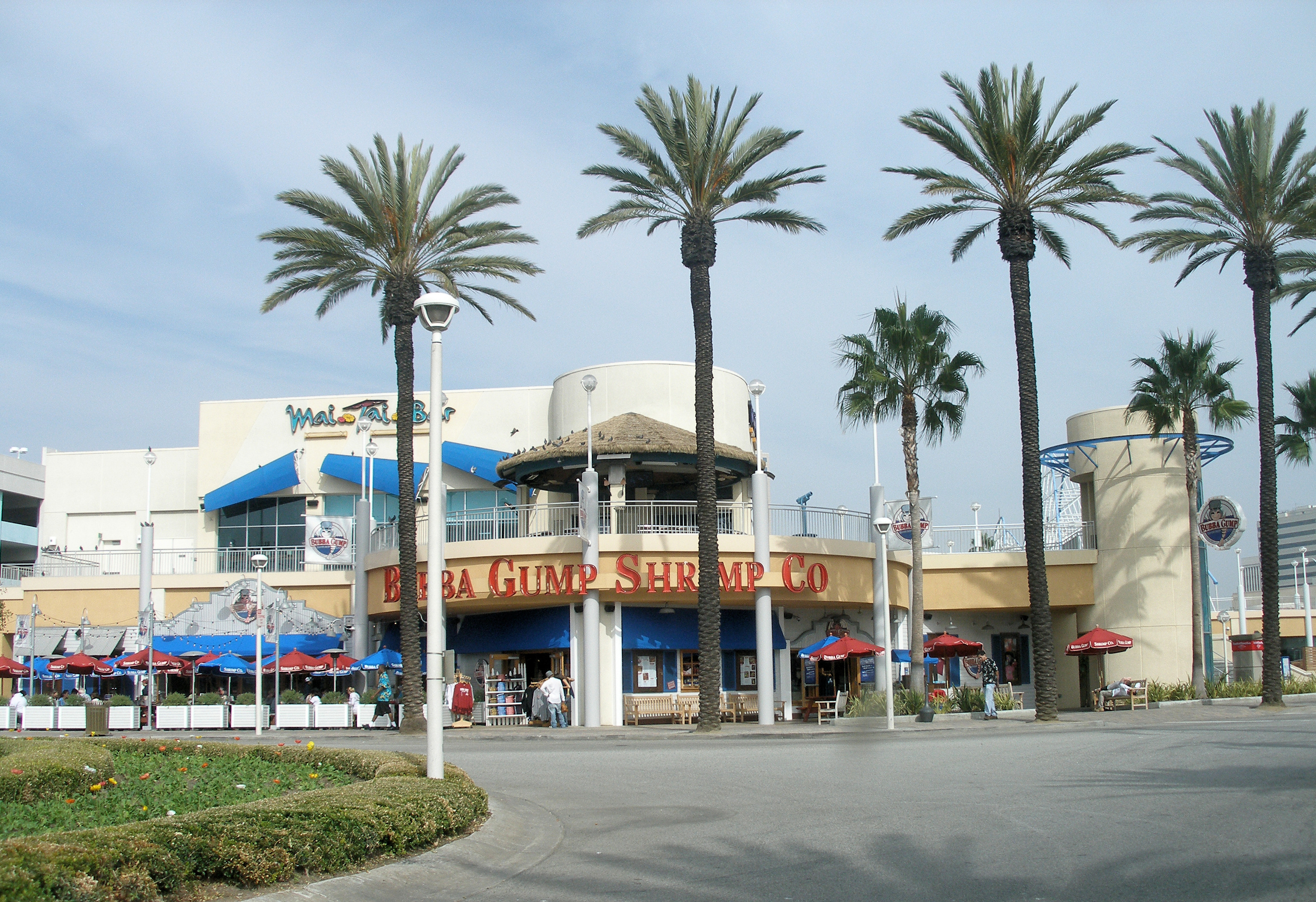
Le restaurant Bubba Gump Shrimp Co. à Long Beach (Californie).

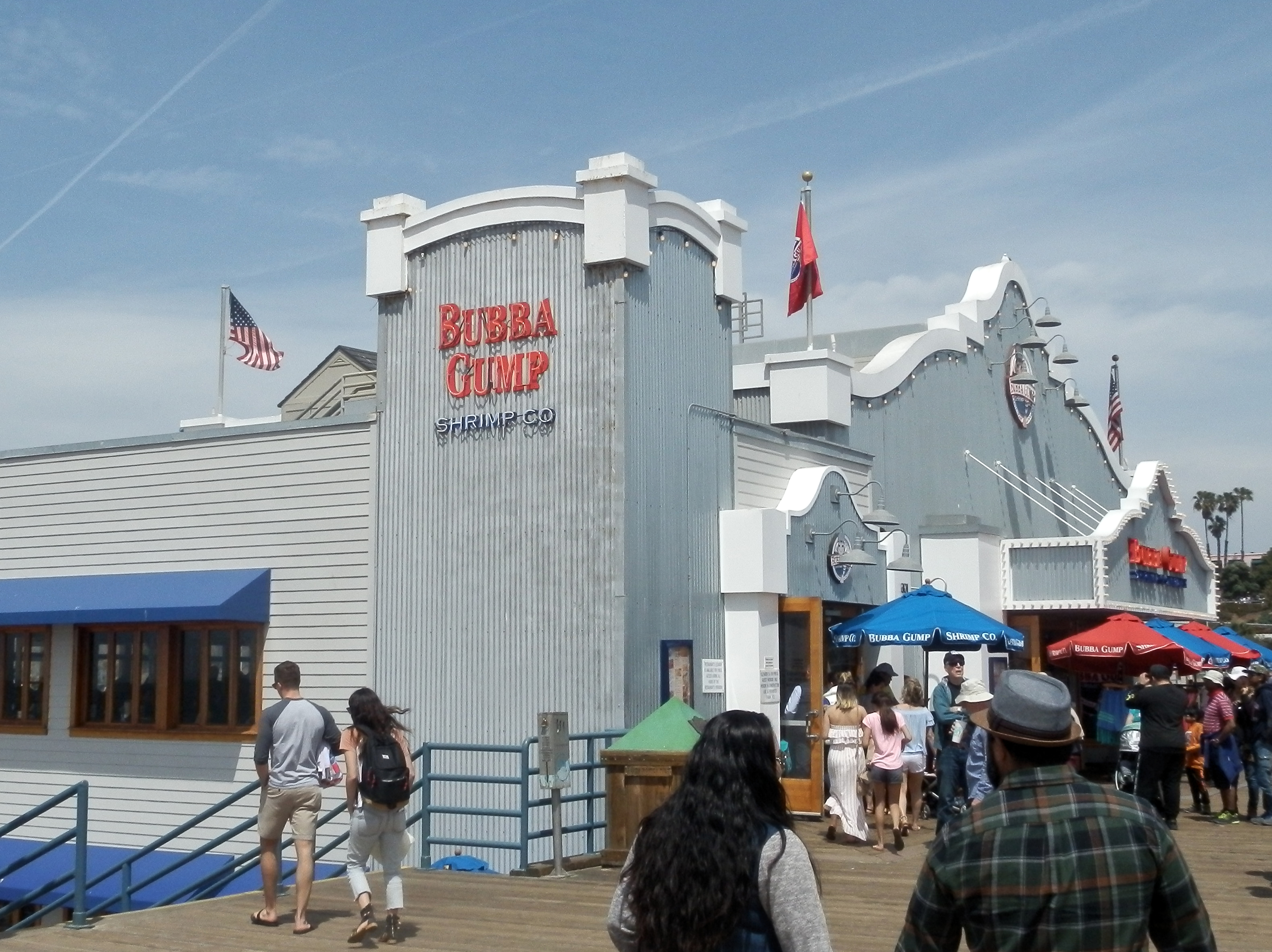
Le restaurant Bubba Gump Shrimp Co. à Santa Monica (Californie).

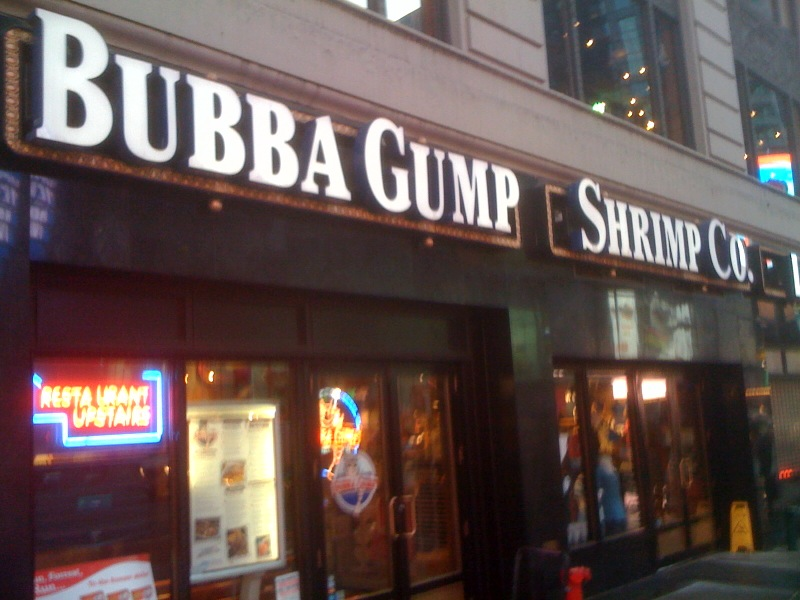
Le restaurant Bubba Gump Shrimp Co. de Times Square, à New York.

La Bubba Gump Shrimp Company Restaurant and Market est une chaîne de restaurants de fruits de mer inspirée par le film Forrest Gump (1994). En septembre 2010, elle compte 44 restaurants à travers le monde, dont vingt-neuf sont situés aux États-Unis, quatre au Mexique, trois au Japon, trois en Malaisie et un aux Philippines, en Indonésie, en Angleterre (Londres) et à Hong Kong. Le siège social de la compagnie est située à San Clemente (Californie).
La compagnie est une division de Landry's Restaurant depuis 2010.

## Histoire
En 1995, l'entrepreneur Anthony Zolezzi a acheté les droits du nom « Bubba Gump Shrimp Co. » à Paramount Pictures dans le but de redresser une société de produits de la mer en difficulté financière, la « Meridian Products »,,.
La gamme de produits de crevettes emballés Bubba Gump Shrimp Co. était vendue dans des supermarchés aux États-Unis et sur les marchés internationaux,. Zolezzi a été approché par un ami dans le secteur de la restauration de fruits de mer au sujet de la licence du nom. Zolezzi a consulté Paramount et la chaîne de restaurants « Rusty Pelican » pour lancer le premier restaurant Bubba Gump Shrimp Co. à Monterey (Californie) en 1996. Son succès a conduit sa franchise à l'échelle internationale.
En novembre 2010, Landry's, Inc. a acquis Bubba Gump Shrimp Co. pour un montant non divulgué. L'achat de Bubba Gump Shrimp Co. comprenait également un unique « Rusty Pelican » à Newport Beach (Californie). En conséquence, le siège social du restaurant a déménagé d'Hollywood, en Californie, à Houston, au Texas.

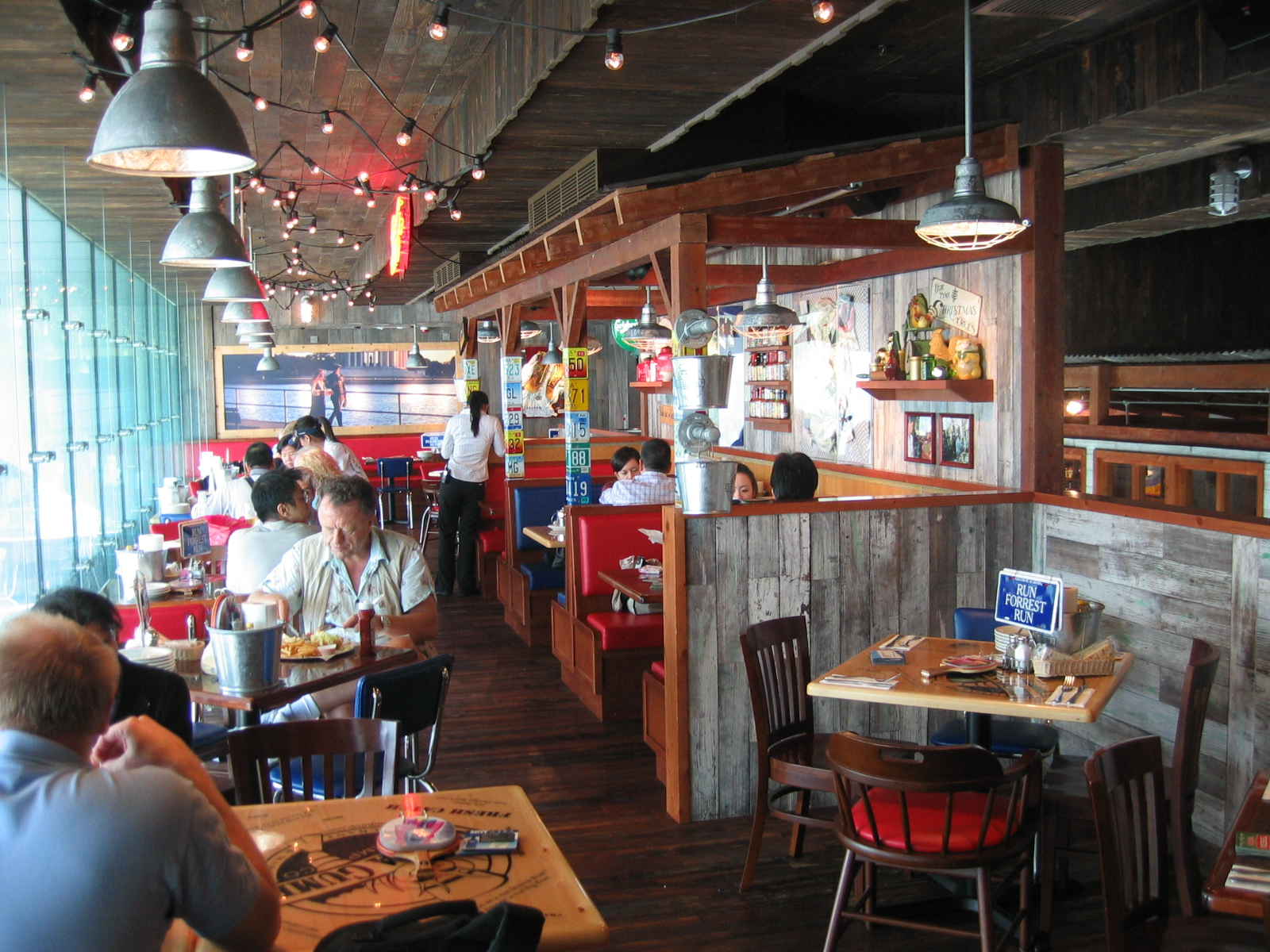
Bubba Gump Restaurant à Hong Kong